# 比叡山女子大生殺人事件
比叡山女子大生殺人事件（ひえいざんじょしだいせいさつじんじけん）は、1989年（平成元年）8月31日、京都を一人旅していた早稲田大学第二文学部5年の女子大生（事件当時25歳）が、京都市左京区八瀬秋元町の比叡山中で、現場近くの杉林でテント生活を送っていた男（犯行当時48歳）に強姦され、殺害、金品を強奪された事件である。

## 経緯

### 事件発生まで

#### 被害者の女性について
女性は早稲田大学で仏教美術を専攻し、将来は仏像を彫る仏師か、仏像修理の仕事に携わることを希望していた。卒業論文のため、まず、6月に中国に渡り、西安、洛陽、大同、北京などの各寺院を見物する予定であった。ところが、4日に天安門事件が発生。上海に滞在したのみで帰国を余儀なくされた。そこで関西方面に目的地を変更。8月26日に千葉県野田市の自宅を出発。京都市下京区の旅館に宿泊し、そこを起点として方々を訪問した。京都では南禅寺、六波羅蜜寺、三十三間堂、東寺などを訪れた。市内の高名な仏師の工房を訪問したり、京都国立博物館では就職先があるか尋ねるも「女性は修理員として採用していない」と断られている。

#### 犯人について
犯人の男は2年前から比叡山の雑木林でテント生活をしていた。犯行当時のテントの位置は、根本中堂から横川中堂、秘宝館などのある横川（よかわ）地区への奥比叡ドライブウェイ峰道バス停西側で、東海自然歩道からさらに西へ少し入った杉林の中であった。南へ500mほどの場所に修行道場「居士林」（こじりん）がある。テントは2畳ほどの大きさで、テント周囲にはカップラーメンの空容器などのゴミが散乱していた。以前には六甲山でも同じようなテント生活をしていた。酒好きで、金がなくなると山を降り、大阪で臨時の工員や作業員をする生活を繰り返していた。和歌山県有田郡の出身で、婚姻歴はなく、父親は戦死、母親は近所でも見かけた人はおらず、祖母に育てられた。小学校時代の同級生は、大人しい性格でおばあちゃん子、中学校を卒業後同窓会を数回開催したが一度も来ていないと語った。1986年（昭和61年）には奧比叡ドライブウエイ沿いの「峰道レストラン」のガラス窓を割って侵入し、ビールや日本酒などを飲み荒らすなどして滋賀県大津警察署に窃盗の現行犯で逮捕されているが、起訴猶予処分となっていた。

### 事件当日から犯行まで
1989年8月31日、女性は京都の宿をチェックアウトし、バス、ケーブルカー、ロープウェイを乗り継いで、比叡山延暦寺を訪れた。比叡山を訪問後は、事前に予約した名古屋の宿に向かう予定であった。根本中堂などを見学後、東海自然歩道を歩いて横川へ向かった。東海自然歩道は週末でも30人程度、平日は1日に10人ほどしか利用しない往来の少ない道であった。所持金が少なくなっていた犯人は、金をたかるか奪う標的となる観光客を物色していた。昼下がりに、根本中堂から横川方面への東海自然歩道を歩いていた女性と出会う。犯人はしばらく女性と並んで歩き、地元住人を装って油断させ、旅の目的や予定を聞き出したうえで、横川駐車場でいったん別れている。犯人は1人で自然歩道の十字路に戻り、ビールを飲みながら女性が戻ってくるのを待った。女性は横川中堂や秘宝館を見学。午後2時過ぎ、職員が目撃したのを最後に女性は消息を絶った。予約した名古屋の宿にも女性は現れなかった。
女性は東海自然歩道を歩いて帰る途中、犯人と再会する。犯人は観光客がよくこの十字路を通過することを熟知しており、女性が戻ってくるのを待ち伏せしていた。すでに叡山ロープウェイやケーブル比叡駅がある比叡山頂行きの最終バスの時間は過ぎており、今後の行程の時間を気にした女性に対して、犯人は近道を案内するふりをして「けもの道」に女性を誘い入れた。東海自然歩道から300メートルほど入ったところで、女性を先に歩かせ、犯人がその背後に回る。突然、首を後ろから右腕で締め付けて女性を気絶させると、衣服をはぎ取って強姦に及んだ。さらに女性のリュックサックの口ヒモと自分が持っていた包帯を使って絞殺した。殺害後、犯人は現金10万円やカメラなどを強奪して逃走した。現金はすぐに生活費として使ってしまい、奪ったカメラや手帳、財布は山中に遺棄したが、ウエストバックは持ち去った。

### 犯行後
犯人は、犯行後も現場近くのテントでの生活を続けていた。9月2日、犯人は比叡山の京都側の麓から、手帳に書いてあった女性宅の電話番号に電話をかけ、対応した母親に身代金として1000万円を要求した。犯人は身代金を略取するつもりはなく、女性が息を吹き返して自宅に戻っていないかを確認する意図があったとされる。電話は3分間ほどの時間でこの1回のみであった。家族からの通報を受けて千葉県警察は内偵を開始した。
9月4日、犯人は大阪市平野区のプラスチック製品の工場を求人広告を見て会社を訪問し、「プラスチック成形の経験があるので住み込みで雇ってほしい」と申し出ると即日雇用された。4階建てマンションの社員寮にバッグを一つだけを持って入居した。同日夜より就労し、仕事ぶりは要領も良く工場側も技術的に指導するようなことはなかった。会社側は、極端に浅黒い顔をしていたが、特に変わった様子もなく大人しそうな印象の男であったと述べている。
9月8日、その後の犯人からの接触がないことから、身代金目的の線は薄まったとして、千葉県警および京都府警察は公開捜査に乗り出した。9月9日、比叡山での目撃情報を受け、滋賀県警も捜査に合流。女性の遺留品であるリュックサックが延暦寺近くで発見される。9月10日、朝9時より捜査員250人が比叡山に入った。東海自然歩道で女性が立ち寄った比叡山自然教室の案内パンフレットが落ちているのが発見され、周囲を重点的に捜索したところ、午後11時ごろに遺体が発見された。現場は、奥比叡ドライブウエイを交差して通る幅2メートルの東海自然歩道から、「けもの道」のような急な登りの脇道を200メートル程登った山の峰付近の、樹木は少なく周囲が見渡せる場所に遺体は落ち葉の上に横たわっていた。
11日、近畿管区警察局は京都・滋賀両府県にまたがる特異な事件として「管内指定4号事件」に指定。計103人の合同本部体制を組んだ。犯行現場が土地勘がある者しか知らない「けもの道」の奥であることより、捜査本部は現場の地理に詳しい人間の犯行を疑い、早い段階より殺害現場の南1kmの杉林でテント生活をしていた犯人が容疑者として浮上した。
9月12日、犯人は大津警察署の顔見知りの署員に「比叡山の山中でウエストバッグをもらった」と電話し、自ら女性のウエストバックを持って大津署に出頭した。捜査に協力するふりをして、捜査網から逃れようとしたと見られる。しかし、事情聴取で供述は二転三転する。嘘発見器でもクロと判定されるなど供述に不審な点が多く署員が追及したところ、13日に強姦目的での女性殺害を自供。殺人の疑いで逮捕された。母親が電話で録音した容疑者の声に似ていることも追及の材料となった。
9月14日、検視などを終えた女性の遺骨は母親に引き取られて千葉県の自宅に戻った。

## 裁判
1989年10月4日、犯人は京都地方検察庁から強盗殺人罪で起訴された。1990年3月6日に検察は無期懲役を求刑。犯人は初公判では起訴事実をほぼ認めたものの、その後は「飲酒が犯行を誘った」「女性が勝手についてきた」「電話は遺体の早期発見を願ってのこと」「警察への出頭は自首にあたる」などと主張。しかし、1990年3月30日、一審の京都地方裁判所はこれらの主張を退け、「動機に同情の余地はなく、学業半ばで亡くなった被害者の無念さは想像に余りあり、社会へ与えた影響も大きい」として、求刑どおり無期懲役を言い渡した。

## 事件後
- 比叡山は最澄が788年に薬師堂を開いて以来の日本仏教の聖地であり[4]、国宝・根本中堂をはじめ大講堂、釈迦堂など三十余堂塔が建てられ、天台宗の総本山である[4]。神聖とされる山で起きた凶悪事件に関係者は衝撃を受けた[4]。
- 事件を受けて『女性の一人歩きは危険』という看板が比叡山のあちこちに立てられた。横川発比叡山頂行きの最終バスは、事件当時14時49分発であったが、現在は16時発となり、時刻表にも『最終の発車時刻は事前に確認』という注意書きが見られる。またガイドブックにも同じ趣旨の注意書きが書かれるようになった[要出典]。
- 女性は早稲田大学に入学する前、日本大学文理学部中国文学科に在籍していた。また、父親が教授を務める麗澤大学では[4]アグネス・チャンの夏期集中講義を受講していた。1993年、遺志が継がれることを願った遺族により、女性の日本大学の卒業論文が書籍として出版された[13]。アグネス・チャンが献辞を書いている。
- 1991年1月、野田健（後に警視総監に就任している）が滋賀県警察本部長から警察庁長官官房総務課長に転出する際の離任会見では、任期中の最も印象が残る事件として本事件を挙げ、「刑事がするべきことをしていれば、早期解決する」と感じたと述べている[7]。